# Gerhard Gentzen
Gerhard Karl Erich Gentzen  (Greifswald, 24 de Novembro de 1909 — Praga, 4 de Agosto de 1945) foi um matemático e lógico alemão. Suas maiores contribuições foram dadas em fundamentos da matemática, teoria da prova, especialmente em dedução natural e cálculo de sequentes. Gentzen morreu em 1945 após a Segunda Guerra Mundial por inanição, três meses depois de ter sido preso em Praga.

## Vida e Carreira
Gentzen foi aluno de Paul Bernays na Universidade de Göttingen. Bernays foi demitido por não ser ariano em abril de 1933 e então, Hermann Weyl começou a atuar formalmente como seu supervisor. Com grandes riscos para a sua carreira, Gentzen continuou em contato com Bernays até o começo da Segunda Guerra Mundial. Em novembro de 1933, ele se juntou ao Sturmabteilung, agência precursora do partido Nazista, para passar no exame nacional para professores. Em 1935, ele se correspondeu com Abraham Fraenkel, de Jerusalém, e foi denunciado pela União dos Professores Nazistas como aquele que "mantém contato com o povo escolhido". Em 1935 e 1936, Hermann Weyl, líder do Departamento de Matemática de Göttingen em 1933 até sua resignação sob pressão do partido Nazista, fez esforços para trazê-lo para o Instituto de Estudos Avançados de Princeton.
Entre Novembro de 1935 e 1939, ele foi assistente de David Hilbert, em Göttingen. Para poder participar de um congresso em Paris em 1937, ele teve que entrar no Partido Nacional Socialista Alemão dos Trabalhadores. Uma das publicações de Gretzen teve uma segunda publicação no infame "Deutsch Mathematik" que foi fundado por Ludwig Bieberbach que promoveu a matemática "ariana".
A partir de 1943 ele foi professor na Universidade de Praga. Após a guerra, ele morreu por inanição em Praga, após ter sido preso e privado de comida como todos os outros alemães em Praga em 7 de Maio de 1945. A principal contribuição de Gentzen foi sobre os fundamentos da matemática, na teoria da prova, especificamente na dedução natural e no cálculo de sequentes. Seu teorema da eliminação por corte é a pedra angular da semântica de prova teórica e algumas observações filosóficas no seu "Investigations into Logical Deduction", em conjunto com o aforismo de Ludwig Wittgenstein, no qual "significado é uso", constituiu o ponto inicial para a semântica de inferência.
Gentzen provou a consistência dos axiomas de Peano em um artigo publicado em 1936. No seu "Habilitationsschrift", finalizado em 1939, ele determinou a força teórica da prova da aritmética de Peano. Isso foi alcançado através de uma prova direta da improbabilidade do princípio da indução transfinita, usada na sua prova da consistência da aritmética de Peano, em 1936. O princípio pode, ser expresso em aritmética, de modo que, graças a essa possibilidade, a prova direta do teorema de incompletude de Gödel foi realizada em seguida. Gödel usou um procedimento de codificação artificial para construir uma fórmula aritmética não-provável. A prova de Gentzen foi publicada em 1943 e marcou o início da teoria da prova ordinal.

## Trabalhos
- «Über die Existenz unabhängiger Axiomensysteme zu unendlichen Satzsystemen». Mathematische Annalen. 107 (2): 329–350. 1932
- «Untersuchungen über das logische Schließen. I». Mathematische Zeitschrift. 39 (2): 176–210. 1934
- «Untersuchungen über das logische Schließen. II». Mathematische Zeitschrift. 39 (3): 405–431. 1935
- Gentzen, Gerhard (1936). «Die Widerspruchsfreiheit der Stufenlogik». Mathematische Zeitschrift. 41: 357–366. doi:10.1007/BF01180425
- Gentzen, Gerhard (1936). «Die Widerspruchsfreiheit der reinen Zahlentheorie». Mathematische Annalen. 112: 493–565. doi:10.1007/BF01565428
- «Der Unendlichkeitsbegriff in der Mathematik. Vortrag, gehalten in Münster am 27. Juni 1936 am Institut von Heinrich Scholz». Semester-Berichte Münster: 65–80. 1936–1937 (Lecture hold in Münster at the institute of Heinrich Scholz on 27 June 1936)
- «Unendlichkeitsbegriff und Widerspruchsfreiheit der Mathematik». Actualités scientifiques et industrielles. 535: 201–205. 1937
- «Die gegenwärtige Lage in der mathematischen Grundlagenforschung». Deutsche Mathematik. 3: 255–268. 1938
- «Neue Fassung des Widerspruchsfreiheitsbeweises für die reine Zahlentheorie». Forschungen zur Logik und zur Grundlegung der exakten Wissenschaften. 4: 19–44. 1938
- Gentzen, Gerhard (1943). «Beweisbarkeit und Unbeweisbarkeit von Anfangsfällen der transfiniten Induktion in der reinen Zahlentheorie». Mathematische Annalen. 119: 140–161. doi:10.1007/BF01564760

### Póstumos
- «Zusammenfassung von mehreren vollständigen Induktionen zu einer einzigen». Archiv für mathematische Logik und Grundlagenforschung. 2 (1): 81–93. 1954
- Gentzen, Gerhard (1974). «Der erste Widerspruchsfreiheitsbeweis für die klassische Zahlentheorie». Archiv für mathematische Logik und Grundlagenforschung. 16 (3–4): 97–118. doi:10.1007/BF02015370 – Publicado por Paul Bernays.
- Gentzen, Gerhard (1974). «Über das Verhältnis zwischen intuitionistischer und klassischer Arithmetik». Archiv für mathematische Logik und Grundlagenforschung. 16 (3–4): 119–132. doi:10.1007/BF02015371 – Publicado por Paul Bernays.